# Effectif actuel des Comets d'Utica
| No    | Nom                   | Nat. | Position       | Arrivée |
| ----- | --------------------- | ---- | -------------- | ------- |
| +001, | Isaac Poulter         |      | Gardien de but |         |
| +050, | Nico Daws             |      | Gardien de but |         |
| +002, | Michael Vukojevic     |      | Défenseur      |         |
| +005, | Robbie Russo – A      |      | Défenseur      |         |
| +007, | Šimon Nemec           |      | Défenseur      |         |
| +008, | Dylan Blujus          |      | Défenseur      |         |
| +022, | Reilly Walsh          |      | Défenseur      |         |
| +023, | Tyler Wotherspoon – A |      | Défenseur      |         |
| +075, | Jeremy Groleau        |      | Défenseur      |         |
| +082, | Nikita Okhotiouk      |      | Défenseur      |         |
| +010, | Jack Dugan            |      | Ailier gauche  |         |
| +011, | Andreas Johnsson      |      | Ailier gauche  |         |
| +012, | Tyce Thompson         |      | Attaquant      |         |
| +015, | Joe Gambardella – A   |      | Centre         |         |
| +021, | Nolan Stevens         |      | Ailier gauche  |         |
| +024, | Brian Halonen         |      | Attaquant      |         |
| +025, | Nolan Foote           |      | Ailier gauche  |         |
| +026, | Ryan Schmelzer        |      | Centre         |         |
| +028, | Brian Pinho           |      | Ailier droit   |         |
| +055, | Mason Geertsen        |      | Attaquant      |         |
| +077, | Aarne Talvitie        |      | Centre         |         |
| +079, | Samuel Laberge        |      | Ailier gauche  |         |
| +090, | Zach Senyshyn         |      | Ailier droit   |         |
| +091, | Nick Hutchison        |      | Centre         |         |
| +092, | Graeme Clarke         |      | Ailier droit   |         |